# Goteló II el Gandul
Goteló II el Gandul (probablement mort el 1046 o abans) fou un fill de Goteló I de Baixa Lotaríngia, possible successor del seu pare en el ducat el 1044.
Segons certes interpretacions de les fonts hauria succeït al seu pare a Baixa Lotaríngia, però no es pot dir amb certesa que aquesta successió es produís, ja que hi ha qui opina que el ducat va quedar vacant. En resposta a la rebel·lió de Godofreu II el Barbut (que segons els mateixos historiadors només hauria estat investit amb el ducat d'Alta Lotaríngia i no amb els dos), l'emperador alemany Enric III només hauria amenaçat de donar el ducat a Goteló II, que a més sembla que era incompetent. Fos com fos va morir a tot tardar el 1046 quan el seu germà Godofreu II el Barbut, en revenja per no haver rebut la Baixa Lorena (només havia rebit l'Alta Lorena) es va revoltar, sent vençut al cap de poc i l'emperador va donar el ducat d'Alta Lorena a Adalbert d'Alsàcia, però Godofreu va continuar la lluita i l'emperador per assegurar la seva posició a Lotaríngia va concedir el ducat de Baixa Lorena a Frederic de Luxemburg bé deposant a Goteló II o bé cobrint un ducat vacant.